# Martres-de-Rivière
Martres-de-Rivière – miejscowość i gmina we Francji, w regionie Oksytania, w departamencie Górna Garonna.
Według danych na rok 1990 gminę zamieszkiwały 292 osoby, a gęstość zaludnienia wynosiła 81 osób/km² (wśród 3020 gmin regionu Midi-Pireneje Martres-de-Rivière plasuje się na 775. miejscu pod względem liczby ludności, natomiast pod względem powierzchni na miejscu 1602.).